# Dentex gibbosus
Il dentice gibboso (Dentex gibbosus) è un pesce di mare appartenente alla famiglia Sparidae.

## Denominazioni dialettali italiane
Il dentice gibboso è conosciuto, nelle varie regioni italiane, con nomi dialettali diversi:
| Regione  | Denominazione                    |
| -------- | -------------------------------- |
| Calabria | Pauro dentatu o 'ncurunatu       |
| Sicilia  | Pauru masculinu o cu la cricchia |
| Veneto   | Dental de la corona              |

## Distribuzione e habitat
È presente nel mar Mediterraneo soprattutto meridionale e nell'Oceano Atlantico meridionale tra il Portogallo e l'Angola. Nei mari italiani è piuttosto raro, un po' più frequente nei mari meridionali.
Vive soprattutto sui fondi rocciosi e coralligeni, tra i 50 ed i 200 metri di profondità.

## Descrizione
Questo pesce è simile al dentice comune e cambia notevolmente aspetto con l'età. L'adulto presenta un'appariscente gibbosità frontale dietro gli occhi ed ha i primi due raggi spiniformi della pinna dorsale molto corti (il 2° più corto della metà del 3°) mentre il pesce giovane, fino ad una lunghezza di 25 cm, ha la fronte normale ma è comunque facilmente riconoscibile a causa del 3°, il 4° ed il 5° raggio spinoso della pinna dorsale che sono molto allungati e filamentosi.
La colorazione è in generale rossastra, chiara con riflessi argentei ed azzurri nel giovane e rosso vino scuro con macchioline brune e testa scura negli adulti. Gli esemplari davvero molto grandi possono essere grigi. I fianchi sono sempre argentei ed il ventre bianco.
Può raggiungere 1 metro di lunghezza per 15 kg di peso.

## Alimentazione
È un predatore e si ciba soprattutto di pesci, cefalopodi e crostacei.

## Pesca
È una preda ambita ma rara per pescatori dilettanti e professionisti e viene catturata con lenze di fondo, lenze a traina, palamiti e reti a strascico.

## Gastronomia
Le carni sono eccellenti, come quelle del dentice comune e può essere parimenti cucinato.